# Calamus inopinatus
Calamus inopinatus är en enhjärtbladig växtart som beskrevs av Caetano Xavier Furtado. Calamus inopinatus ingår i släktet Calamus och familjen Arecaceae. Inga underarter finns listade i Catalogue of Life.